# Havis Amanda (estàtua)
Havis Amanda, o en finès simplement Manta, és una font i una estàtua a Hèlsinki, Finlàndia, obra de l'escultor Ville Vallgren (1855 – 1940). L'obra va ser modelada l'any 1906 a París i erigida a la seva ubicació actual a la plaça del mercat de Kaartinkaupunki el 1908. Avui és reconeguda com una de les obres d'art més importants i estimades de Hèlsinki.

## Descripció

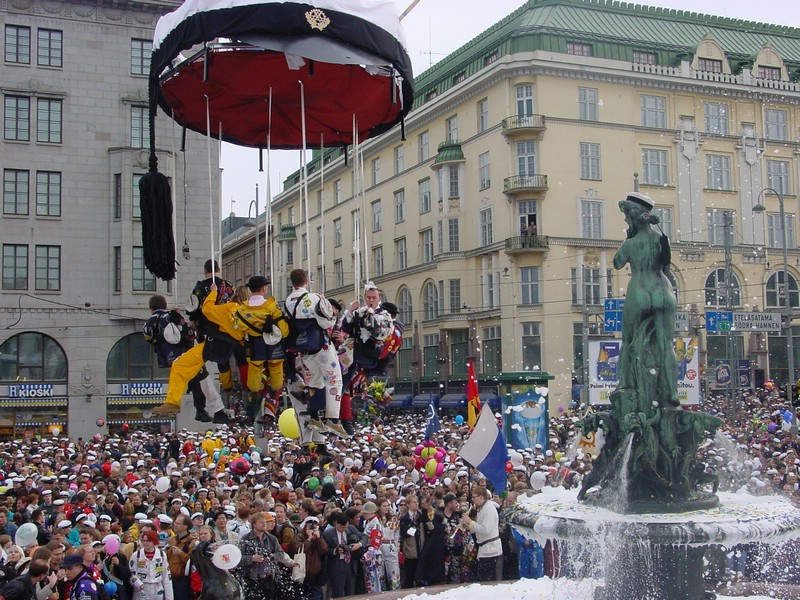
La cerimònia de posar la gorra a Havis Amanda a Helsinki el Primer de maig de 2005

L'Havis Amanda és una de les obres del modernisme parisenc de Vallgren. Fosat en bronze, descansa sobre una font de granit. L'escultura és d'una sirena dempeus sobre algues mentre s'aixeca de l'aigua, amb quatre peixos brocant aigua als seus peus, envoltada de quatre lleons marins. La intenció de Vallgren era simbolitzar el renaixement de Hèlsinki. L'alçada de l'estàtua és 1.94 metres (6 ft 4 in) i amb el pedestal fa 5 metres (16 ft) alt. Segons les cartes de Vallgren, el model de l'estàtua era una dona parisenca de 19 anys, Marcelle Delquini.
El mateix Vallgren va anomenar simplement l'obra Merenneito, però ràpidament va començar a tenir sobrenoms addicionals. Els diaris finlandesos i suecs la van batejar com Havis Amanda i els finlandesos Haaviston Manta o simplement Manta. Havis Amanda és el nom comú utilitzat en fulletons i guies de viatge.

## Història
És una obra modernista de Ville Vallgren de l'any 1906. Segons l'autor la intenció era simbolitzar el renaixement de la ciutat d'Helsinki, i ell anomenava l'estàtua simplement "La Sirena" (Merenneito). El nom de Havis Amanda se'l van inventar els diaris. En el seu moment es va considerar indecent per la seva nuesa ufanosa. Un bon amic de l'escultor, el pintor Albert Edelfelt, va ajudar amb la seva influència a aconseguir l'encàrrec de l'obra.
Cada any pel Primer de Maig (Vappu), la Manta és el centre de les celebracions dels estudiants de la Universitat, que li posen una gorra d'estudiant a l'estàtua en una elaborada cerimònia que inclou despenjar un grup d'estudiants des d'una grua.